# Friedrich von Schiller
Friedrich von Schiller (alemany: Johann Christoph Friedrich von Schiller)  (Marbach am Neckar, 10 de novembre de 1759 - Weimar, 9 de maig de 1805) fou un poeta, escriptor, filòsof, historiador i professor alemany.

## Biografia

### Origen, formació i primers èxits
Friedrich Schiller era fill de l'oficial Johann Caspar Schiller i d'Elisabeth Dorothea Schiller, nascuda Kodweiß. Ja que el pare va obtenir una plaça d'oficial de reclutament, la família s'instal·là el 1763 a Lorch, prop de Marbach. Poc després del naixement de la seva germana Luise, la família es traslladà a Ludwigsburg. Aquell mateix any, Schiller comença l'escola. Amb tretze anys, va compondre les obres de teatre Absalon i Die Christen (Els cristians), obres no conservades.
Per ordre del duc de Württemberg i contra la voluntat dels seus pares, va ingressar el 1773 a l'acadèmia militar Hohe Karlsschule, situada al palau Schloss Solitude, prop de Stuttgart, on tingué com a company a Johann Andreas Streicher i on començà a estudiar-hi dret. Els alumnes eren tractats de forma brutal i havien de realitzar molts exercicis militars.
Amb el trasllat de l'acadèmia des de Schloss Solitude al centre de Stuttgart, Schiller canvia els estudis i comença medicina. Durant aquesta època, llegeix intensament els poetes del Sturm und Drang i també s'entreté amb els poemes del crític literari Klopstock. Aquell mateix any, compon el drama Der Student von Nassau (L'estudiant de Nassau), que no s'ha conservat. El 1776, apareix el seu primer poema publicat: Der Abend (El vespre). Estudià les obres de Plutarc, William Shakespeare, Voltaire, Jean-Jacques Rousseau, Immanuel Kant i Goethe. També el 1776, començà a treballar en l'obra de teatre Die Räuber (Els bandits). El 1779, aprovà el primer examen final i sol·licità la llicència. Només després de la lectura de la tesi doctoral, li fou permès abandonar l'acadèmia militar com a metge militar el 1780.
El 1781, Schiller acabà l'obra Die Räuber, que es publicà de manera anònima el mateix any. A la presó fortalesa de Hohenasperg, es troba per primer cop amb Christian Schubart, que hi era empresonat. El 13 de gener del 1782, s'estrenà amb èxit Die Räuber al Teatre Nacional de Mannheim. Schiller, tot i la prohibició del duc, havia anat a veure l'obra amb el seu amic Andreas Streicher i, com a conseqüència, el duc Karl Eugen el tancà catorze dies i li prohibí, fins a nova ordre, escriure comèdies o altres peces teatrals.
Fou destinat a Stuttgart a servir-hi com a metge militar del regiment de pitjor fama dels quals disposava el duc. El sou assignat no era pas gaire alt, li fou denegat el permís d'exercir la medicina a malalts no militars; a més a més, l'ambient cultural era força pobre a la ciutat en aquella època.
La nit del 22 al 23 de setembre, Schiller fuig de Stuttgart juntament amb Andreas Streicher, qui disposava dels mitjans econòmics per al viatge, i arriba de nou a Mannheim, on llegeix el drama Fiesco. A finals 1782, va aparèixer l'Anthologie auf das Jahr 1782 (Antologia de l'any 1782) amb 83 poemes, gairebé tots de Schiller. La fugida de Stuttgart fou descrita per l'amic Streicher en el llibre Schillers Flucht von Stuttgart und Aufenthalt in Mannheim von 1782 bis 1785 (La fugida de Schiller de Stuttgart i la seva estada a Mannheim del 1782 al 1785).

### Els anys insegurs
Durant la seva estada el 1783 a Bauerbach, a Turíngia, va forjar una amistat amb el bilbiotecari Reinwald de Meiningen. Hi treballà de bibliotecari, amb Reinwald, qui es casà amb la seva germana Christophine. Fou aquí on va acabar l'obra Kabale und Liebe (Intriga i amor) i començà Don Carles. Després de la seva tornada a Mannheim, va caure malalt el setembre del 1783 de malària, que en l'època encara s'estenia pels aiguamolls de la zona. A Mannheim, hi treballà fins al 1785 com a dramaturg de la casa en el teatre i durant aquells anys conegué Charlotte von Kalb. El 1784, August Wilhelm Iffland reanomenà l'obra Luis Millerin com Kabale und Liebe. En aquell mateix any, també s'estrenà el seu drama Fiesco. L'intendent del teatre, Wolfgang Heribert von Dalberg, no renovà el contracte de Schiller i ell acabà endeutant-se tant que gairebé va acabar a presó.
Schiller començà a enviar-se cartes amb Christian Gottfried Körner, amb qui acabaria fent-se força amic. Körner editarà del 1812 al 1816 les seves obres completes. El duc Karl August li concedeix el títol de conseller de Weimar després d'haver escoltat una lectura del primer esbós de Don Carles. L'abril del 1785, viatja a Leipzig per veure Körner, qui l'ajuda a sortir dels problemes econòmics. Aquell mateix estiu, sorgeix al poble proper de Gohlis (actualment, un barri de Leipzig) l'Ode an die Freude (Cant de joia), a la tardor seguiria Körner fins a Loschwitz (actualment, part de Dresde). Durant la seva estada a Loschwitz, Schiller coneix en una taverna (actualment, anomenada Schillergarten: 'Jardí de Schiller') de l'aldea de Basewitz, a la vora de l'Elba, la filla del taverner, Justine Segedin, qui més endavant immortalitzaria com a Gustel el 1787 en la seva obra Wallensteins Lager (El campament de Wallenstein).
El 1786, aparegué en el segon número de la revista Thalia la narració Verbrecher aus Infamie. Eine wahre Geschichte (Criminal per infàmia. Una història real), que, més endavant, es publicaria amb el títol Der Verbrecher aus verlorener Ehre (El criminal per l'honor perdut).
El 21 de juliol del 1787, Schiller viatjà a Weimar i allà hi conegué Johann Gottfried von Herder i Christoph Martin Wieland. Durant un viatge per Rudolstadt, coneix Charlotte von Lengefeld i la seva germana Caroline, qui més endavant seria coneguda pel seu nom de casada Charlotte von Wolzogen. Caroline von Wolzogen publicà, inicialment de manera anònima, la novel·la Agnes von Lilien en la revista de Schiller Die Horen, novel·la que fou atribuïda durant un temps a Schiller.
Don Carles es publicà per primera vegada i s'estrenà aquell mateix any. Després de la tornada, el 1788, de Goethe del seu viatge a Itàlia, Goethe i Schiller es coneixen a Rudolstadt, tot i que no va sorgir-hi cap amistat. Schiller acaba el treball per al primer i únic volum de Geschichte des Abfalls der Vereinigten Niderlande von der spanischen Regierung (Història de la separació de les Províncies Unides dels Països Baixos del govern espanyol) i les dotze cartes sobre Carles d'Habsburg: Briefen über "Don Carlos“.

### Seguretat financera
El 1789, Schiller aconseguí una càtedra a Jena, però sense sou. Allà hi ensenyà història, tot i ser catedràtic de filosofia. La plaça, l'havia guanyada sobretot amb la seva Geschichte des Abfalls der Vereinigten Niederlande. Admirat per la seva obra Die Räuber, la notícia que estava ensenyant a Jena produí entusiasme. La seva primera classe magistral (Què significa i amb quina finalitat s'estudia història universal?) va omplir tota l'aula ja des del principi, i per això va caldre canviar-la per una altra de més gran. La ciutat estudiantil estava expectant davant d'allò que els havia d'ensenyar el nou i famós professor. Fou especialment sorprenent quan parlà, citant viatgers, de la cultura pràcticament nul·la (idioma pobre, falta d'escriptors, editors, lectors, desconeixements agrícoles, medicinals, etc.) dels indígenes dels països que havien visitat, per dir a continuació que era exactament així com a ells, els alemanys, els havien trobat els romans feia 1.800 anys.
Aquell mateix any aparegué la primera edició en forma de llibre de la novel·la Der Geisterseher (Aquell que veu fantasmes). També va forjar una amistat amb Wilhelm von Humboldt. El 22 de febrer del 1790, Schiller es casà amb Charlotte von Langefeld. Els casà el seu amic i professor de filosofia Carl Christian Erhard Schmid.
Ja el 1791, però, Schiller va caure malalt amb perill de mort. El 3 de gener va patir un col·lapse, amb tos convulsiva i pèrdua de coneixement. Dues setmanes després, va tenir altres atacs, que continuaren fins a maig. És probable que Schiller emmalaltís de tuberculosi, de la qual ja no es curaria completament. El desembre del 1791, Ernst Heinrich, duc de Schimmelmann i Friedrich Christian von Augustenburg ofereixen a Schiller una pensió anual de 1.000 tàlers, que li foren pagats durant cinc anys per alleujar-li els problemes econòmics durant la malaltia.
El 1792, Schiller fou nomenat Ciutadà d'Honor de la República Francesa per Die Räuber, juntament amb Friedrich Gottlieb Klopstock, Johann Heinrich Pestalozzi, George Washington i Tadeusz Kościuszko. El motiu era més aviat la fama d'escriptor de Schiller que les seves accions. Tot i que, en un principi, va estar a favor de la Revolució Francesa, temia que els partidaris de la llibertat es convertissin en partidaris de la tirania. Efectivament, el rei de França fou guillotinat més endavant pels lluitadors de la llibertat. Schiller va condemnar aquest fet.
Acabà la Geschichte des Dreißigjährigen Krieges (Història de la Guerra dels Trenta Anys), obra que el convertí en l'historiògraf més important que havia, fins llavors, tingut Alemanya; també li editaren les obres Neue Thalia (Nova Talia) i Über die tragische Kunst (Sobre l'art tràgic).
El 1793, aparegué Über Anmut und Würde i visità els seus pares a Ludwigsburg. El 14 de setembre, nasqué el seu primer fill: Karl Friedrich Ludwig Schiller.
El 1794, Schiller coneix l'editor Friedrich Cotta, que està disposat a editar la revista mensual Die Horen i el Mausenalmanach.

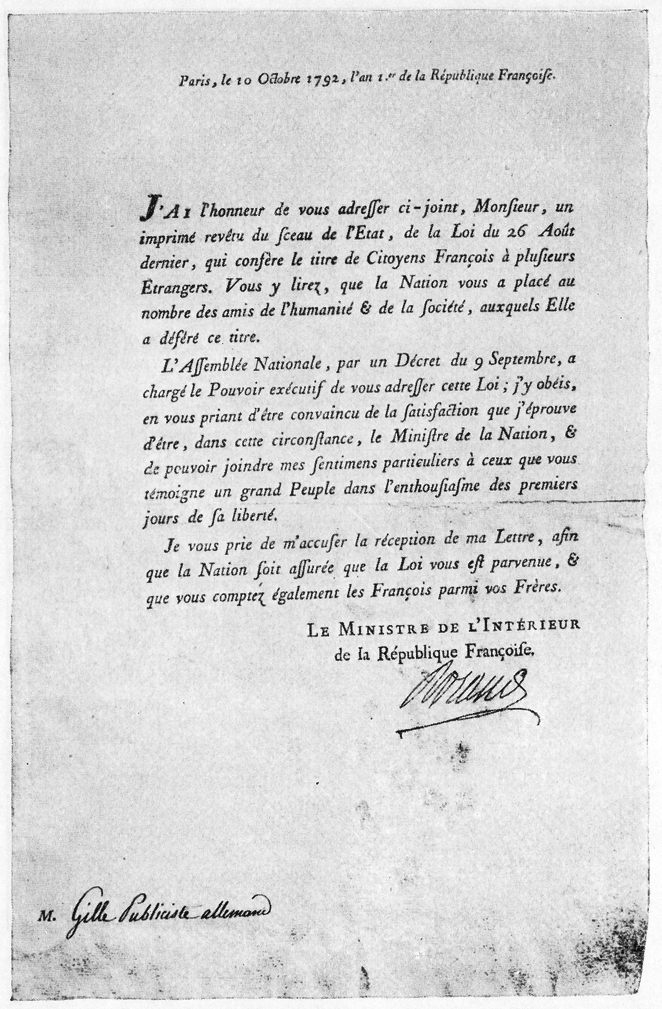
Carta d'acompanyament al lliurament del títol de Ciutadà Honorari de la República Francesa (1792)

Schiller aconsegueix que Goethe accepti participar en la revista Die Horen i es desenvolupa un intercanvi amistós de cartes entre tots dos. El setembre del 1794, Schiller passa dues setmanes a la casa de Goethe. Durant l'estada, mantingué el seu ritme habitual de treball, és a dir, dormir fins al migdia i treballar de nit. Sabent que Schiller era molt tradicionalista, Goethe i la seva amant Christiane Vulpius li amagaren llur relació. Christiane Vulpius i el seu fill de cinc anys, August Goethe, van mantenir-se invisibles en llur pròpia casa. Schiller qualificà la relació de Goethe amb Mademoiselle Vulpius com «l'única vergonya» de Goethe i el criticà en una carta per tenir una idea falsa de la felicitat conjugal. El liberal Goethe parlava simplement de «matrimoni sense cerimònia». A Goethe, tanmateix, li molestava la passió de Schiller pel joc de cartes, a més que pogués ser mordaç amb els seus amics (l'anècdota que Schiller només podia escriure amb la pudor de pomes podrides, té el seu origen en Goethe).
El 1795, aparegué la revista mensual Die Horen per primera vegada; hi col·laboraren els autors més famosos, com Johann Gottfried Herder, Johann Gottlieb Fichte, August Wilhelm Schlegel, Wilhelm von Humboldt, Alexander von Humboldt, Johann Heinrich Voß i Friedrich Hölderlin.
A més a més, Schiller acabà aquell any el tractat Über naive und sentimentalische Dichtung (Sobre la poesia ingènua i sentimental). El 1796, moriren la seva germana Nanette i el seu pare. També nasqué el seu segon fill: Ernst Friedrich Wilhelm Schiller.
Del 1796 al 1800, Schiller edita la revista literària Mausenalmanach (L'almanac de les muses), en la qual col·laborarien autors com Johann Wolfgang Goethe, Johann Gottfried Herder, Ludwig Tieck, Friedrich Hölderlin i August Wilhelm Schlegel.
El 1797, apareix al Mausenalmanach für das Jahr 1797 (L'almanac de les muses per a l'any 1797), les Xenien, en les quals Schiller i Goethe es burlaven plegats de les desgràcies literàries. El 1797, també sol ser anomenat l'any de les balades, ja que Schiller acaba aquest any Der Taucher (El bussejador), Der Handschuh (El guant), Der Ring des Polykrates (L'anell de Polícrates), Der Gang nach dem Eisenhammer (La marxa del martell de ferro) i Die Kraniche des Ibykus (La grua de l'hibisc). El 1798, aparegueren les balades Die Bürgschaft (L'aval) i Der Kampf mit dem Drachen (La lluita contra el drac). Aquell any, li arriba el document que el declara Ciutadà d'Honor de la República francesa.

### Els anys de Weimar

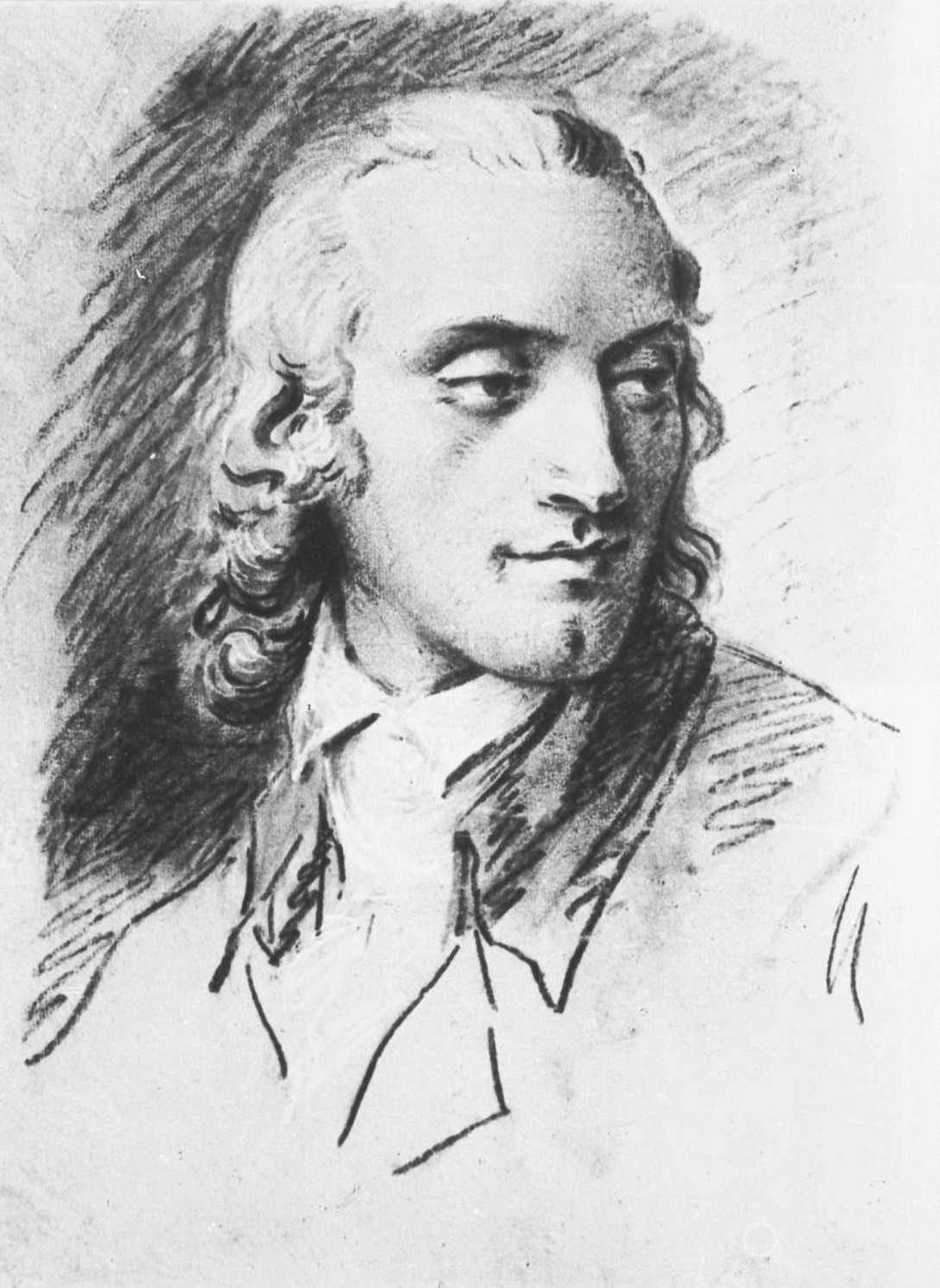
F. G. Weitsch: Schiller (1804)

El 1799, Schiller acaba el drama Wallenstein, el Das Lied von der Glocke (La cançó de la campana), a la qual posà música per a cor i orquestra Andreas Jakob Romberg, i l'11 d'octubre nasqué la seva filla Caroline Henriette Luise Schiller. El 3 de desembre, es trasllada amb la seva família a Weimar.
El 1800, acaba l'obra Maria Stuart. El 1801, acaba Die Jungfrau von Orléans (La verge d'Orleans, un drama sobre Joana d'Arc) i s'edità el poema Der Antritt des neuen Jahrhunderts (L'entrada del nou segle).
El 16 de novembre del 1802, li van concedir un títol de noblesa i li van permetre de dir-se a partir d'aquell moment Friedrich von Schiller. Aquell any morí la seva mare. El 1803, acaba l'obra Die Braut von Messina (La núvia de Messina). El 18 de febrer del 1804, acaba el seu Wilhelm Tell (Guillem Tell) i començà l'obra Demetrius. Schiller emmalalteix cada vegada més sovint durant aquesta època. El 25 de juliol del 1804, nasqué la seva filla Emilie Friederike Henriette Schiller.

### Mort
El febrer del 1805, Schiller emmalalteix greument i l'1 de maig es troba per última vegada de camí al teatre amb Goethe.
Friedrich Schiller morí el 9 de maig a Weimar d'una pulmonia, probablement causada per la tuberculosi. L'autòpsia revelà que el pulmó esquerre estava completament destrossat. També els altres òrgans interns estaven molt danyats. La melsa i la bil·lis estaven molt inflamades i els ronyons havien desaparegut gairebé completament. El cor, sa, d'altra banda, no resistí l'esforç.
A la tardor del 1826, Goethe va prendre el crani de Schiller de la Biblioteca Anna Amàlia. Només l'hi revelà al seu amic Wilhelm von Humboldt, qui, tanmateix, no va saber mantenir el secret. Goethe va guardar el crani per a estudis propis. Els ossos de Schiller es conservaren inicialment a l'ossari del Jacobsfriedhof, a Weimar. El 16 de desembre del 1827, es traslladaren al nou cementiri de Weimar, on més endavant s'enterraria Goethe al seu costat per petició pròpia. Una teoria formulada actualment proposa que els cranis situats a la tomba de Schiller (dos: l'un identificat per la seva família i l'altre per Goethe) no corresponen amb el seu ADN.

## Importància literària de la seva obra

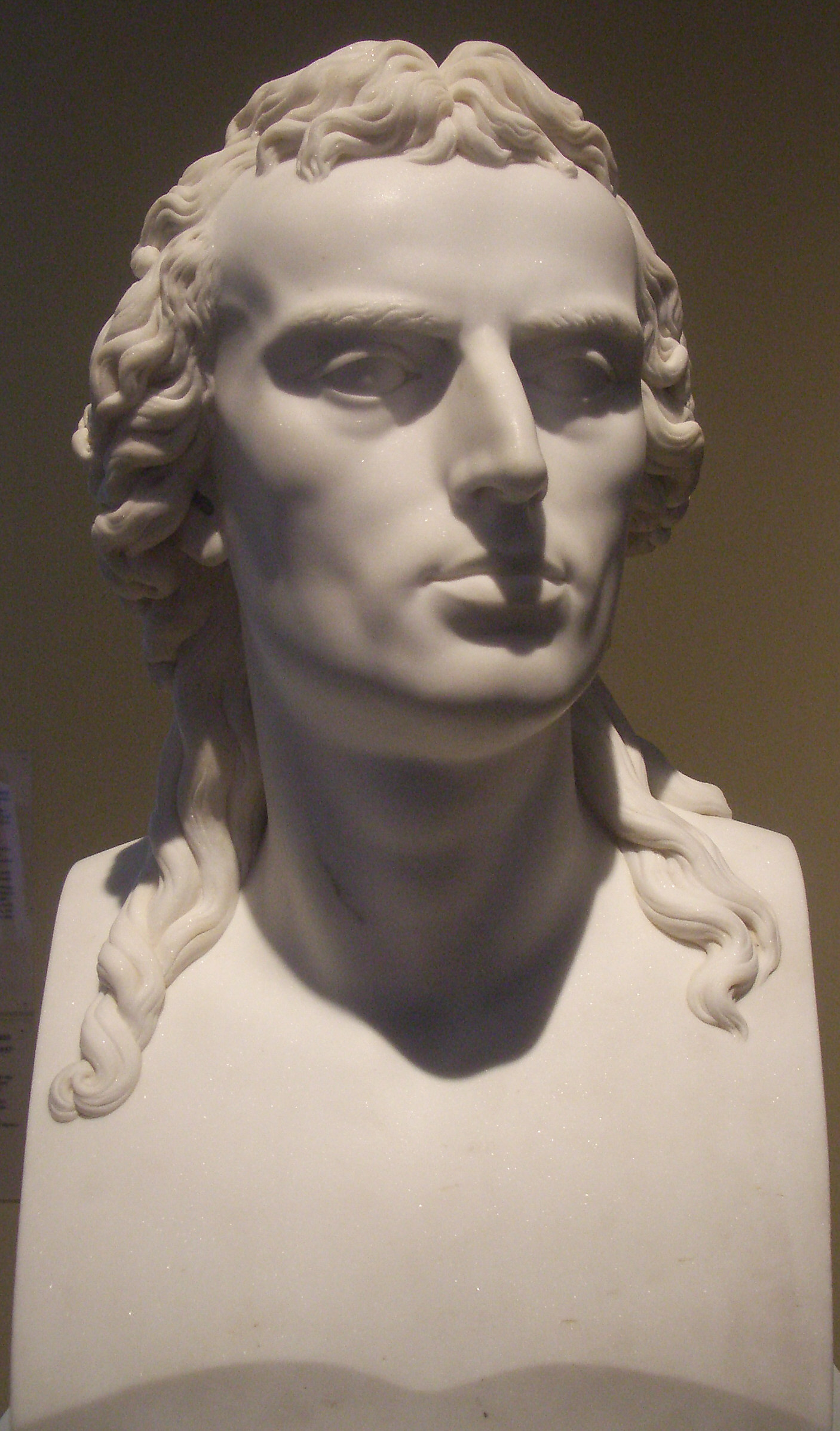
Bust de Schiller de Theodor Wagner (segons Johann Heinrich Dannecker)

Schiller va viure durant la transició de l'absolutisme a la burgesia, l'època de la Revolució Francesa. Atès que la burgesia no podia articular-se políticament dins de l'absolutisme dels petits estats que formaven Alemanya, la literatura es convertí a partir de la segona meitat del segle xviii en el seu principal mitjà d'expressió. El pathos i la sensibilitat en les obres de Schiller fins al 1785 són una expressió del desenvolupament de l'humà, un principi que s'oposa a l'afany de dominació aristocràtic. La tragèdia burgesa com a format principal, a més de la contraposició humanitat/dominació en els primers drames fins Kabale und Liebe, reflectien aquest pensament.
Després d'un període entre el 1785 i el 1795 amb obres com Don Carles i profunds tractats de teoria literària com Über die ästhetische Erziehung des Menschen (Sobre l'educació estètica humana) i Über naive und sentimentalische Dichtung (Sobre la poesia ingènua i sentimental), entre el 1795 i el 1805, sorgeixen sobretot drames, que es poden adscriure al classicisme de Weimar. En aquestes obres, Schiller programa l'educació estètica humana, l'equilibri entre la raó i el sentiment. S'havia proposat formar la persona esteta mitjançant l'alternança entre obres dramàtiques i idíl·liques, com a mitjà per atènyer una transició pacífica envers una forma d'estat raonable i com a contraprograma a la Revolució Francesa i a la política contemporània, en la qual només veia l'actuació de la força bruta.
Schiller no és només autor de drames intensos de llenguatge i imatges potents (Die Räuber, Don Carles, Die Jungfrau von Orléans o Wilhelm Tell), a més apropà als lectors en llengua alemanya els ideals del segle xviii de raó, humanitat i llibertat. Com afirma el mateix Schiller en la seva segona carta de Sobre l'educació estètica humana: «La construcció de l'autèntica llibertat política... és la més completa de totes les obres d'art».

## Recepció

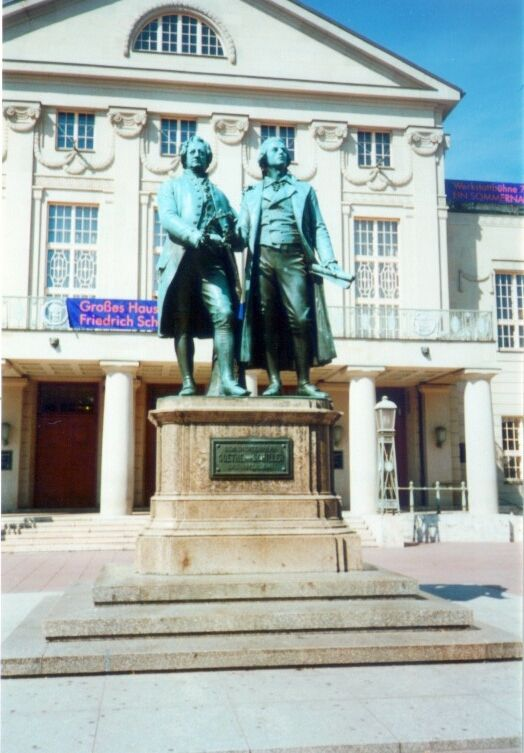
Monument a Goethe i Schiller a Weimar

L'obra de Schiller no sols fou acollida amb entusiasme a Alemanya, sinó també a altres països europeus, com per exemple en l'encara no unificada Itàlia (vegeu Giuseppe Verdi), així com a la Rússia tsarista. Per a uns, Schiller era el poeta de la llibertat, per a d'altres, el defensor de la mesura burgesa. El centenari del seu naixement se celebrà el 1859 en tot Europa. L'editor Cotta havia venut, fins al 1867, 2,4 milions d'exemplars de les seves obres, en total.
La classe social alemanya que representa els que podien pagar-se una bona educació al segle xix i principis del xx fa una «cosificació» de l'obra de Schiller. Aprenien de memòria les seves obres, com les d'altres autors, més per aconseguir un avantatge social i menys per conèixer-lo com a artista i pensador. Fou molt estimat pel moviment obrer i en les associacions per a l'educació d'obrers.
També a la República Democràtica d'Alemanya es realitzaren esforços per integrar ideològicament Schiller i el van convertir en un pioner del comunisme. El 200 aniversari del seu naixement, el 1959, es realitzaren grans festes. No obstant això, no tota l'obra de Schiller era estimada pel règim. L'obra Don Carles («Sire, Geben Sie Gedankenfreiheit», «Senyor, doneu llibertat de pensament») ja no es representava cap a finals del règim.
Encara el maig del 1955, el 150 aniversari de la mort de Schiller, l'escriptor Thomas Mann apel·là, a Stuttgart i Weimar, a una Alemanya millor i més humana amb el discurs Assaig sobre Schiller - Pel 150 aniversari de la seva mort.
A partir dels anys 1970, en part a conseqüència del maig francès, Schiller desaparegué pràcticament del cànon d'ensenyament, juntament amb tots els altres grans escriptors des de l'Sturm und Drang al Congrés de Viena. Després de la desaparició de l'Institut clàssic, les obres de Schiller són més aviat evitades. Els alumnes tracten Thomas Mann, Gerhart Hauptmann i, com a màxim, Theodor Fontane o Heinrich Heine.
L'any de Schiller 2005 quedà clar que tampoc no comptava amb el suport del públic de l'Alemanya reunificada. La literatura sobre Schiller es veié impulsada, però els mitjans de comunicació es limitaren més a la biografia de l'autor. Eugen Rosenstock-Huessy ha assenyalat que, després dels canvis socials de segle i mig, parts completes de l'inventari cultural queden obsoletes i poden desaparèixer de la memòria col·lectiva de les noves generacions. Tot i això, els seus texts estan presents en els intel·lectuals alemanys, almenys més que la literatura barroca dels contemporanis de Schiller. No obstant això, actualment, el coneixement d'aquest no representa el que fou als segles XIX i principis del xx.

## Obra

### Drames
- Die Räuber (Els bandits, 1781)
- Die Verschwörung des Fiesco zu Genua (La conspiració de Fiesco a Gènova, 1783)
- Kabale und Liebe (Càbala i amor, 1784)
- Dom Karlos, Infant von Spanien (Don Carlos, Infant d'Espanya, 1787/88)
- Wallenstein (Wallestein, trilogia, 1798-1799)
- Maria Stuart (Maria Estuard, 1800)
- Die Jungfrau von Orléans (La donzella d'Orleans, 1801)
- Die Braut von Messina (La núvia de Messina, 1803)
- Wilhelm Tell (Guillem Tell, 1803/04)
- Turandot (segons Carlo Gozzi)
- Demetrius, inacabada, 1805

### Obres menors
- Das Lied von der Glocke (El cant de la campana, 1799)
- Die Schaubühne als eine moralische Anstalt betrachtet (El teatre considerat com a institució moral, 1784)
- Ode an die Freude (Cant de joia, 1786)
- Resignation (Resignació, 1786)
- Die Götter Griechenlands (Els déus de Grècia, 1788)
- Die Huldigung der Künste (L'homenatge a les arts, 1804)
- Der Verbrecher aus verlorener Ehre (El delinqüent per culpa de l'honor perdut, 1786)
- Die Kraniche des Ibykus (Les grues d'Ibykus, 1797)
- Der Ring des Polykrates (L'anell de Polícrates, 1798)
- Die Bürgschaft (La garantia, 1798)
- Das Siegesfest (La festa de la victòria, 1803)
- Die Teilung der Erde (El repartiment de la Terra, 1795)

### Escrits filosòfics
- Über den Grund des Vergnügens an tragischen Gegenständen (Sobre la causa del plaer en els objectes tràgics, 1792)
- Über die tragische Kunst (L'art de la tragèdia, 1782)
- Augustenburger Briefe (Cartes d'Augustenburg, 1793)
- Anmut und Würde (De la gràcia i la dignitat, 1793)
- Kallias-Briefe (1793)
- Kallias oder Über die Schönheit (Kallias o Sobre la bellesa)
- Über das Erhabene (Del sublim, 1794)
- Die Horen, revista, 1795)
- Über die ästhetische Erziehung des Menschen (Sobre la formació estètica de l'home, 1795)
- Über naive und sentimentalische Dichtung (Sobre la poesia ingènua i sentimental, 1795)
- Kleinere prosaische Schriften (Petits escrits en prosa, 1801)

### Obres històriques
- Geschichte des Abfalls der Vereinigten Niederlande von der spanischen Regierung (Història de la independització dels Països Baixos del domini espanyol, 1788)
- Was heißt und zu welchem Ende studiert man Universalgeschichte? (Primera lliçó magistral del 26 de maig i 27 de maig de 1789, 1790)
- Geschichte des dreißigjährigen Krieges (Història de la guerra dels Trenta Anys, 1791-93)

### Traduccions
- Louis Benoit Picard, Der Parasit oder die Kunst, sein Glück zu machen
- William Shakespeare, Macbeth (1800)
- Jean Racine, Phädra
- Eurípides, Iphigenie in Aulis
- Eurípides, Scenen aus den Phönizierinnen

## Traduccions al català
- Guillem Tell, traducció de Joan Perpiñà. Edició de 1907.
- Guillem Tell, traducció de Dolors Hostalrich. Edicions de 1916 i 1931.
- Guillem Tell, traducció de Joan Valls Royo i Jaume Creus. Edició de 1983.
- Guillem Tell, adaptació de Francesc Nel·lo. Edició de 1987.
- El campament de Wallestein, traducció de Joan Perpiñà. Edició de 1911.
- Els bandits, traducció d'Artur Quintana. Edició de 1983.
- Els bandits, traducció de Feliu Formosa. Edició de 1996
- Càbala i amor, traducció d'Artur Quintana. Edició de 1983.
- L'al·lucinat [Der Geisterseher, 1787-1789], traducció de Josep-Miquel Molina, Barcelona, 1986, Laertes, col. l'Arcà, 16.
- Maria Estuard, traducció de Feliu Formosa. Edició de 1995[3]
- Cartes sobre l'educació estètica de l'home, traducció de Jordi Llovet. Martorell: Adesiara, 2018[4]